# Renato Usatîi
Renato Usatîi (Fălești, 4 de noviembre de 1978) es un político y empresario moldavo que se desempeña como presidente de Nuestro Partido desde el 8 de febrero de 2015. Fue elegido alcalde de Bălți por dos mandatos (de 2015 a 2018 y de 2019 a 2021). Participó en las elecciones presidenciales moldavas de 2020 y 2024 y en ambas ocasiones quedó en tercer lugar, asegurando el 16,9% y 13,8% de los votos, respectivamente.
Las posiciones políticas de Usatîi han sido descritas como populistas y antisistema.